# Термінал ЗПГ Сарос
Термінал ЗПГ Сарос –  турецький інфраструктурний об’єкт для імпорту зрідженого природного газу (ЗПГ).
Термінал у Сароській затоці Егейського моря став п’ятим турецьким комплексом для імпорту ЗПГ та третім в країні, що використовує технологію плавучої установки зі зберігання та регазифікації (FSRU). Для її розміщення на раніше нічим не зайнятому узбережжі створили причальний комплекс із причалом довжиною 320 метрів. В лютому 2023-го сюди прибула FSRU «Vasant 1», яка перед тим прийняла на єгипетському заводі зі зрідження газу в Дум’яті вантаж ЗПГ, необхідний для проведення пусконалагоджувальних робіт (можливо відзначити, що «Vasant 1» призначається для індійського терміналу у Джафрабаді, проте через затримки зі спорудженням останнього власники установки надають її в оренду). У квітні 2023-го термінал прийняв перший ЗПГ-танкер «Berge Arzew».
Видача регазифікованої продукції відбувається через перемичку довжиною 17 км та діаметром 900 мм до  газопроводу Карачабей – Комотіні.
Номінальна річна потужність терміналу рахується як 7,6 млрд м3 на рік.
Проект реалізувала турецька компанія BOTAS.